# Правителство на Република Македония (9)
Деветото правителство на Република Македония е избрано в резултат на предсрочните парламентарни избори, проведени на 27 април 2014 година, в които най-много места печели коалицията около ВМРО-ДПМНЕ – 61 депутати. Това е четвъртият и последен кабинет на Никола Груевски.  Той съставя коалиционно правителство, в което влиза също Демократичният съюз за интеграция. Правителството е избрано от Събранието на 19 юни 2014 г. със 77 гласа от ВМРО-ДПМНЕ и коалиция, ДСИ и ГРОМ. Опозиционната СДСМ бойкотира Събранието, а ДПА гласува против.
На 20 юни 2014 г. деветото правителство официално встъпва в длъжност. То просъществува до 19 януари 2016 г., когато по силата на Пържинския договор Никола Груевски е принуден да напусне правителството, а технически премиер става Емил Димитриев от същата партия ВМРО-ДПМНЕ.
Форматът и съставът на кабинета са продължение на седмото и осмото правителство на Република Македония.

## Състав
Съставът на кабинета първоначално включва:
| министерство                                                                          | име | име                         | партия     |
| ------------------------------------------------------------------------------------- | --- | --------------------------- | ---------- |
| министър-председател                                                                  |     | Никола Груевски             | ВМРО-ДПМНЕ |
| заместник министър-председател, финанси                                               |     | Зоран Ставрески             | ВМРО-ДПМНЕ |
| заместник министър-председател, отговарящ за изпълнението на Охридския рамков договор |     | Муса Джафери                | ДСИ        |
| заместник министър-председател, отговарящ за икономическите въпроси                   |     | Владимир Пешевски           | ВМРО-ДПМНЕ |
| заместник министър-председател, отговарящ за европейските въпроси                     |     | Фатмир Бесими               | ДСИ        |
| вътрешни работи                                                                       |     | Гордана Янкулоска           | ВМРО-ДПМНЕ |
| външни работи                                                                         |     | Никола Попоски              | ВМРО-ДПМНЕ |
| образование и наука                                                                   |     | Абдилаким Адеми             | ДСИ        |
| правосъдие                                                                            |     | Аднан Яшари                 | ДСИ        |
| отбрана                                                                               |     | Зоран Йолевски              | безпартиен |
| икономика                                                                             |     | Беким Незири                | ДСИ        |
| труд и социална политика                                                              |     | Диме Спасов                 | ВМРО-ДПМНЕ |
| земеделие, гори и водно стопанство                                                    |     | Михаил Цветков              | СПМ        |
| околна среда и пространствено планиране                                               |     | Нурхан Изаири               | ДСИ        |
| транспорт и връзки                                                                    |     | Миле Янакиевски             | ВМРО-ДПМНЕ |
| здравеопазване                                                                        |     | Никола Тодоров              | ВМРО-ДПМНЕ |
| култура                                                                               |     | Елизабета Канческа-Милевска | ВМРО-ДПМНЕ |
| местно самоуправление                                                                 |     | Лирим Шабани                | ДСИ        |
| информационно общество и администрация                                                |     | Иво Ивановски               | ВМРО-ДПМНЕ |
| без ресор                                                                             |     | Фуркан Чако                 | безпартиен |
| без ресор                                                                             |     | Неждет Мустафа              | безпартиен |
| без ресор                                                                             |     | Веле Самак                  | безпартиен |
| без ресор                                                                             |     | Бил Павлески                | безпартиен |
| без ресор, отговарящ за привличане на чуждестранни инвестиции                         |     | Джери Наумоф                | безпартиен |
| без ресор                                                                             |     | Висар Фида                  | безпартиен |
| без ресор, отговарящ за привличането на чуждестранни инвестиции                       |     | Горан Мицковски             | безпартиен |

## Промени от 13 май 2015
- Министърът на вътрешните работи Гордана Янкулоска подава оставка след Кумановския инцидент, а на нейно място застава Митко Чавков[3][4].[5]
- Министърът на транспорта и връзките Миле Янакиевски подава оставка и на негово място застава Владо Мисайловски.[6]

## Промени от 12 ноември 2015
По силата на Пържинския договор се създава техническо правителство за провеждане на избори, в което ВМРО-ДПМНЕ отстъпват   три министерски позиции на опозизиционната СДСМ:
- Министърът на информационното общество и администрацията Иво Ивановски напуска и на негово място застава Марта Арсовска-Томовска.
- Министърът на труда и социалната политика Диме Спасов напуска и на негово място се назначава Фросина Ременски.
- Министърът на вътрешните работи Митко Чавков  освобождава поста и на негово място се назначава Оливер Спасовски.